# 梅氏画眉草
梅氏画眉草（学名：Eragrostis mairei）是禾本科画眉草属的植物，为中国的特有植物。分布在中国大陆的贵州、江西、四川、云南等地，生长于海拔800米至3,500米的地区，多生长在荒草山地，目前尚未由人工引种栽培。

## 异名
- Eragrostis mairei Hack. var. eglandis B. S. Sun et S. Wang